# Guioa bijuga
Guioa bijuga är en kinesträdsväxtart som först beskrevs av William Philip Hiern, och fick sitt nu gällande namn av Ludwig Radlkofer. Guioa bijuga ingår i släktet Guioa och familjen kinesträdsväxter. Inga underarter finns listade i Catalogue of Life.